# La bière du Démon
La bière du Démon, nota anche come Demon 12° è una birra a bassa fermentazione di stile strong lager prodotta in Francia, dall'originale ricetta svizzera, dal birrificio Brasserie Goudale, già noto come "Brasserie de Gayant". La bière du Démon è famosa per la sua alta gradazione alcolica, 12 % vol, tanto da essere nota come la più forte birra francese.
Per ottenere l'alta gradazione il mosto, prodotto con una maggiore quantità di malto rispetto alle "normali" birre lager, viene inoculato con uno speciale lievito e successivamente sottoposto a 15 giorni di fermentazione. Oltre alla birra con gradazione 12 % vol, viene prodotta anche la Mega Démon 16°.